# نوكليريا لوكارتية
نوكليريا لوكارتية (الاسم العلمي:Nuclearia leuckarti) هي نوع من الطلائعيات تتبع جنس النوكليريا من فصيلة النوكليرية           .